# Regola di gioco per un film sugli anabattisti
Regola di gioco per un film sugli anabattisti è un film del 1976 diretto da Georg Brintrup. 
Si tratta del primo lungometraggio del regista tedesco, che mette in rapporto la repressione subita dall'anabattismo all'inizio del Cinquecento nella città di Münster, con l’interdizione ad esercitare pubblici impieghi, che colpì i membri del Partito Comunista Tedesco durante gli anni 1970 nella Germania.

## Trama
Nella prima parte del film, dopo un breve commento sui fatti accaduti nella città di Münster all’inizio del Cinquecento, sulla nascita della comune degli anabattisti e il suo sterminio per iniziativa del vescovo, vengono letti alcuni testi tratti dall’introduzione alla “Storia degli anabattisti” di Hermannus Kerssenbroick. Si tratta di cronache sui disordini di Münster, tramandate da un testimone oculare in un manoscritto in latino, poi tradotto in tedesco nel ‘700 ad opera di un anonimo. In quei racconti  sono descritti la formazione della città di Münster, i suoi edifici, i mercati, le strade, le classi sociali e infine la sua costituzione. Nel film vengono dapprima mostrate alcune immagini di strade e piazze della città, come appaiono oggi, per poi passare alla scena di un uomo che legge ad alta voce, su una terrazza di Roma, non lontano dalle mura vaticane. La prima parte della pellicola si chiude con una carrellata che, muovendo dai tetti di Münster, raggiunge le strade del centro città e si conclude davanti ad un fuoco, mentre si sente la voce dell'uomo narrare i segni miracolosi che hanno preannunziato i disordini e la distruzione della città.
La seconda parte del film si svolge per le strade e le piazze della città di Münster. Due insegnanti, Monika Ernst e Magdalena Storm, raccontano le loro esperienze personali in rapporto al divieto di esercitare la loro professione. Monika espone il suo caso in maniera dettagliata, mentre Magdalena riferisce i momenti salienti della sua esperienza con i funzionari della “Protezione della Costituzione”. Si passa poi al caso di Bruno Finke. Bruno è accompagnato da Ulrike Poerschke, la quale racconta a sua volta delle accuse che ha dovuto subire. Tutti e quattro i personaggi sono insegnanti e membri del Partito Comunista Tedesco, che è un partito legale a tutti gli effetti. Al termine della seconda parte, viene mostrato l'orologio astronomico del duomo di Münster, costruito nel 1542 dopo la vittoria del vescovo sugli anabattisti, quale “simbolo della restaurazione”.

## Produzione
Il documentario nasce dalla sceneggiatura per un film mai realizzato sulla tragica vicenda degli anabattisti: un movimento protestante in origine pacifico, che a causa delle persecuzioni subite si trasformò in una setta radicale e - durante l'assedio della città di Münster - addirittura fanatica. Il motivo ispiratore del documentario è che la repressione di un pensiero porta al radicalismo e che l'isolamento dello spirito conduce al fanatismo, alla follia. Una opposizione, ancorché pacifica e democratica, può infatti arrivare a estremizzarsi a causa delle vessazioni che subisce, fino a provocare, fatalmente, reazioni ancora più dure e violente.

## Distribuzione
Regola di gioco per un film sugli anabattisti fu proiettato per la prima volta durante il Filmfestival Internationale a Rotterdam nel gennaio del 1977. Seguirono proiezioni al Forum del Giovane Cinema Tedesco, al Festival di Berlino in luglio del 1977, e alla XIII “Mostra Internazionale del Nuovo Cinema” di Pesaro nel settembre del 1977.

## Accoglienza

### Critica
(Alberto Farassino in "La Repubblica" dal 24.9.1977)